# Blue Moves
Blue Moves je jedenácté studiové album anglického hudebníka Eltona Johna. Vydáno bylo v říjnu roku 1976 společnostmi MCA Records (Spojené státy americké) a The Rocket Record Company (Spojené království). Jeho producentem byl Johnův dlouholetý spolupracovník Gus Dudgeon. Nahráno bylo v březnu 1976 v torontském stuidiu Eastern Sound. Po tři roky starém albu Goodbye Yellow Brick Road jde o Johnovo druhé dvojalbum.

## Seznam skladeb
Autory všech skladeb jsou Elton John a Bernie Taupin, pokud není uvedeno jinak.
1. „Your Starter for…“ (Caleb Quaye) – 1:23
2. „Tonight“ – 7:52
3. „One Horse Town“ (John, James Newton Howard, Taupin) – 5:56
4. „Chameleon“ – 5:27
5. „Boogie Pilgrim“ (John, Davey Johnstone, Quaye, Taupin) – 6:05
6. „Cage the Songbird“ (John, Johnstone, Taupin) – 3:25
7. „Crazy Water“ – 5:42
8. „Shoulder Holster“ – 5:10
9. „Sorry Seems to Be the Hardest Word“ – 3:48
10. „Out of the Blue“ – 6:14
11. „Between Seventeen and Twenty“ (John, Johnstone, Quaye, Taupin) – 5:17
12. „The Wide-Eyed and Laughing“ (John, Johnstone, Newton Howard, Quaye, Taupin) – 3:27
13. „Someone's Final Song“ – 4:10
14. „Where's the Shoorah?“ – 4:09
15. „If There's a God in Heaven (What's He Waiting For?)" (John, Johnstone, Taupin) – 4:25
16. „Idol“ – 4:08
17. „Theme from a Non-Existent TV Series“ – 1:19
18. „Bite Your Lip (Get Up and Dance!)“ – 6:43

## Obsazení
- Elton John – zpěv, klavír, harmonium, cembalo
- Curt Becher – doprovodné vokály
- Michael Brecker – saxofon
- Randy Brecker – trubka
- Paul Buckmaster – dirigent
- Cindy Bullens – doprovodné vokály
- Clark Burroughs – doprovodné vokály
- Joe Chemay – doprovodné vokály
- Ray Cooper – perkuse
- David Crosby – doprovodné vokály
- Martyn Ford – smyčce
- Carl Fortina – akordeon
- Ron Hicklin – doprovodné vokály
- Michael Hurwitz – violoncello
- Bruce Johnston – doprovodné vokály
- Davey Johnstone – dulcimer, kytara, mandolína, sitár
- Jan Joyce – doprovodné vokály
- Jon Joyce – doprovodné vokály
- London Symphony Orchestra – smyčce
- Gene Morford – doprovodné vokály
- Graham Nash – doprovodné vokály
- James Newton Howard – varhany, syntezátor, clavinet, dirigent, elektrické piano, mellotron
- Gene Page – smyčce
- Kenny Passarelli – baskytara
- Roger Pope – bicí
- Caleb Quaye – kytara
- Barry Rogers – pozoun
- David Sanborn – saxofon
- Toni Tennille – doprovodné vokály